# Homosexualität im antiken Griechenland

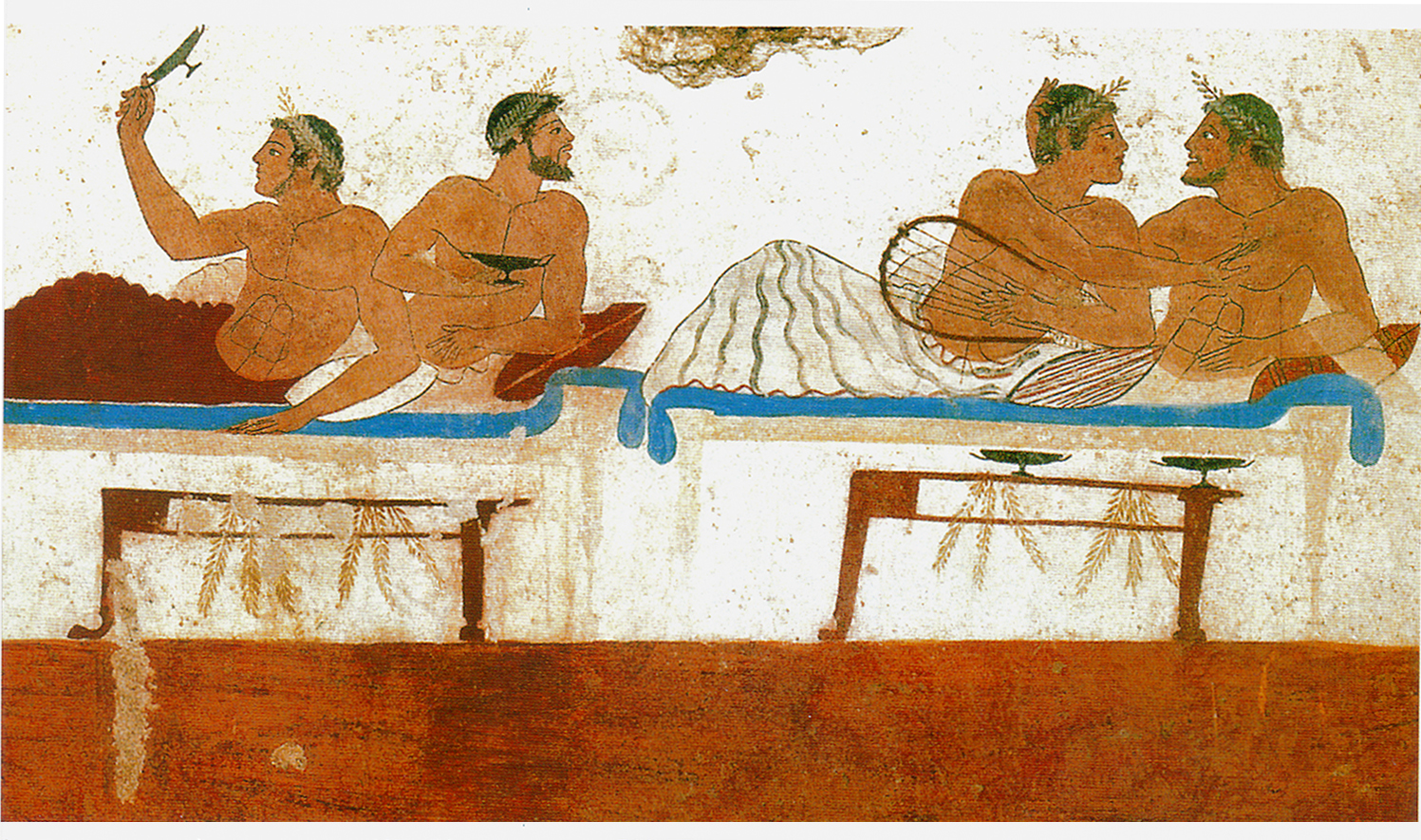
Symposium, Szene aus dem Grab des Tauchers in Paestum

Die Belege für Homosexualität im antiken Griechenland sind zahlreich. Die gleichgeschlechtliche Liebe im antiken Griechenland wird oftmals als Musterbeispiel für Toleranz gegenüber Homosexualität im Allgemeinen zitiert. Eine detaillierte Betrachtung der Quellen bietet jedoch ein differenzierteres Bild.
Die Knabenliebe wurde eindeutig gesellschaftlich akzeptiert und teilweise sogar gefördert. Homosexuelle Beziehungen zwischen Partnern gleicher Stellung und gleichen Alters wurden innerhalb der unter athenischem Einfluss stehenden griechischen Poliswelt anscheinend als nicht wünschenswert eingestuft, aber zumindest toleriert.

## Männliche Homosexualität

### Athen
Die Situation der Homosexualität stellt sich in den Quellen des klassischen Athens als relativ eindeutig dar. Die erotisch-sexuell konnotierte Liebe eines älteren Mannes zu einem Jungen, der sich in der Pubertät befand, galt während der archaischen und frühklassischen Epoche Athens gesellschaftlich als legitim und wurde teilweise gefördert. Es gibt zahlreiche Gedichte, die solche Liebesbeziehungen zum Thema haben. Vasendarstellungen zeigen den Geschlechtsakt, aber auch den älteren Partner, wie er dem jüngeren Geschenke darbringt. Die überlieferten Quellen nennen den älteren der beiden Partner den erastes, den jüngeren, halbwüchsigen hingegen den eromenos; die klassisch-hellenische Päderastie umfasste vermutlich auch pädagogische Ansprüche und Aspekte, so sollte sich der Jüngling durch das Liebesverhältnis zu seinem älteren Freund aretä, d. h. „Mannestugend“ im antik-griechischen Sinne aneignen. Hierzu zählten neben Kriegstüchtigkeit, Mut und gesellschaftlichem Ansehen auch Bildungsaspekte in Bezug auf Rhetorik, Mythologie und Geschichte. Bereits in der älteren Forschung verwies Erich Bethe darauf, dass diese Form der institutionalisierten Knabenliebe hauptsächlich in der Oberschicht praktiziert wurde und die eromenoi sich in der Regel in der Altersstufe zwischen 12 und 18 Jahren befanden. „Hingegen waren gleichgeschlechtliche Beziehungen zwischen erwachsenen und mit dem [athenischen] Bürgerrecht ausgestatteten Männern während der klassischen Epoche Griechenlands gesellschaftlich verpönt und galten für die betreffenden Männer als ‚unehrenhaft‘“; sie scheinen jedoch nicht strafrechtlich verfolgt worden zu sein.
Die erste Rede des Aischines ist ein besonders wichtiges Dokument zur gleichgeschlechtlichen Liebe unter Männern. Timarchos wird vorgeworfen, sich in jungen Jahren prostituiert zu haben. Das heißt, dass er vor allem den passiven Teil in Beziehungen spielte. Dass ihm dies zur Last gelegt wurde, zeigt eindeutig die negative Bewertung sexueller Passivität bei freigeborenen bzw. mit dem Bürgerrecht der Polis ausgestatteten und dem Knabenalter entwachsenen Männern. Sich sexuell passiv verhaltende, freie, erwachsene und mit dem athenischen Bürgerrecht versehene Männer wurden – analog zur Situation in anderen griechischen Städten – als kinaidoi bezeichnet, was in ethisch negativ wertender Form die sexuelle Passivität Freigeborener bezeichnet, und zwar im Sinne der Adjektive „weibisch“, „schandhaft“ und/oder „schamlos“. Elke Hartmann führt hierzu aus: „Wer Männer begehrte, die dem Alter eines eromenos entwachsen waren, wurde als weibisch verspottet.“ Die gesellschaftliche Ablehnung sexueller Kontakte zwischen erwachsenen und über das Bürgerrecht der Polis verfügenden Männern resultiert möglicherweise auch aus dem Umstand, dass einer der beiden an einer solchen Sexualbeziehung beteiligten Männer sich mehr oder weniger zwangsläufig in die mit der Athener Bürgerehre unvereinbare passive Sexualrolle hätte begeben und somit das Verhalten eines kinaidos an den Tag legen müssen. Die Römer haben ihren ebenfalls im negativ wertenden Sinne auf die sexuelle Passivität freier Männer abzielenden Begriff cinaedus wahrscheinlich in hellenistischer Zeit aus dem griechischen Wort kinaidos abgeleitet (vgl. hierzu den Wikipedia-Artikel Homosexualität im antiken Rom).
Nach athenischem Gesetz war es für einen Athener Bürger nicht erlaubt, sich zu prostituieren; als männlicher Prostituierter tätig zu sein, konnte für einen Athener darüber hinaus sogar zum Verlust der bürgerlichen Rechte und Einflussmöglichkeiten führen. Für Metöken und Sklaven – da nicht mit den mit dem Athener Bürgerrecht einhergehenden Ehrvorstellungen behaftet – war es hingegen gesellschaftlich durchaus möglich, ohne soziale Repressalien die sexuell passive Rolle im Rahmen gleichgeschlechtlicher Kontakte zu übernehmen, und so kann es kaum verwundern, dass die meisten männlichen Prostituierten in Athen Fremde (Metöken) oder männliche Sklaven waren. In Analogie zur rechtlichen Regelung der Vorgaben für erwachsene Bürger Athens war es den sich prostituierenden Metöken verboten, „Ämter zu bekleiden und im Rat oder in der Volksversammlung zu sprechen“.
Der aktive Partner beim Geschlechtsverkehr wurde also, da er als männlich galt, akzeptiert, der passive Partner dann moralisch verurteilt, wenn es sich bei ihm um einen freien athenischen Mann handelte und dieser vermeintlich weibliches Verhalten an den Tag legte, wobei der ältere Partner in einer Beziehung idealiter jeweils der aktive, der jüngere Partner der passive Teil sein sollte – entweder im Rahmen einer päderastischen Beziehung oder zwischen freien Athenern einerseits und Metöken oder Sklaven andererseits. Vor allem in Komödien wurden die passiven, scheinbar weibischen Partner zum Gespött gemacht, wobei es aber auch an der Sache an sich lag, dass Sexualität lächerlich gemacht wurde. Wie Thomas K. Hubbard ausführt, bezeugen einzelne Quellengattungen insbesondere aus der Zeit der athenischen Demokratie (nach 462 v. Chr.), wie einige attische Komödien oder politische Reden nicht nur eine generelle moralische Ablehnung sexueller Passivität freier Bürger, sondern darüber hinaus auch die bis dato offenbar akzeptierte Form der „traditionell-klassischen“ paiderastia in einem negativen Licht darstellen, nämlich als „aristokratische“ Institution, die letztlich zur vermeintlichen „Effeminierung“ und „Korrumpierung“ der betroffenen Jugendlichen führe, welche sich somit als zukünftige Lenker der Stadtpolitik disqualifizierten. Da derartige Verdikte jedoch fast nur in Quellen vorkommen, die sich in erster Linie an die breiten Mittel- und Unterschichten des athenischen demos richten und eine „anti-aristokratische“ Haltung einnehmen, sind die derartigen, pauschal-negativen Einschätzungen primär vor dem Hintergrund der innenpolitischen Verwerfungen in Athen während der zweiten Hälfte des 5. Jahrhunderts v. Chr. und des frühen 4. Jahrhunderts v. Chr. zu sehen.
Um in paiderastischen Beziehungen die Ehre des jüngeren, passiven Teils zu wahren, wurde im Rahmen der sich zwischen freien männlichen Polisangehörigen vollziehenden Knabenliebe zumindest offiziell auf Analverkehr verzichtet und eher Schenkelverkehr bevorzugt. Dass dies nicht unbedingt der Realität entspricht, ist aus verschiedenen Quellen ersichtlich. So wird in der Vasenmalerei vor allem der Schenkelverkehr wiedergegeben, während in der Komödie der Analverkehr thematisiert wird, teilweise aber in einer Art und Weise, welche die dargestellten Charaktere sexualethisch bloßzustellen beabsichtigt. Zudem weist Hubbard darauf hin, dass gleichgeschlechtliche Liebesbeziehungen offenbar auch dann toleriert worden zu sein scheinen, wenn es sich bei den beteiligten Partnern um pubertierende Epheben bzw. um adoleszente Jünglinge handelte, die gleichaltrig waren, in deren Beziehung also das ansonsten so wichtige „Altersgefälle“ zwischen den Partnern offenbar keine Rolle spielte. Bei Liebschaften unter männlichen Jugendlichen scheint also eine größere Toleranz geherrscht zu haben, als dies mit Blick auf der Adoleszenz entwachsene freie Bürger der Polis der Fall war.

### Andere Teile der griechischen Poliswelt
Die Beurteilung anderer Teile der griechischen Welt und der vorklassischen Zeit sind komplizierter, da die Quellen weniger reich fließen. Für die Dorer (Sparta, Korinth, Kreta) zeichnen die Quellen ein etwas anderes Bild. Die Quellen scheinen für diese Orte eine allgemeine Akzeptanz auch unter gleichaltrigen Männern zu belegen, wobei parallel dazu auch in Sparta, Korinth und Kreta die paiderastia griechisch-klassischer Ausprägung ebenfalls häufig praktiziert worden sein wird. Im Zuge der agoge, d. h. der Erziehung und Ausbildung jugendlicher Spartiaten, spielte die Knabenliebe vermutlich eine wichtige Rolle in der spartanischen Kultur; Wolfgang Schuller spricht sogar davon, dass diese Erscheinungsform gleichgeschlechtlicher Erotik „für den spartanischen und kretischen Gesellschaftsaufbau konstitutiv“ gewesen sei. (Vgl. hierzu den Abschnitt Dorische Knabenliebe im Wikipedia-Artikel Sparta). In der Forschung wird bisweilen darauf hingewiesen, dass „in einigen griechischen Poleis die von gleichgeschlechtlicher Erotik geprägten Liebesformen zwischen erastai und eromenoi innerhalb der Gesellschaft besonders intensiv praktiziert worden und weit verbreitet gewesen“ seien, „so insbesondere in Sparta oder Kreta“. Die Quellenlage erweist sich jedoch insgesamt im Vergleich zur athenischen Situation als schwieriger, da die Berichte über die paiderastia bei den Spartanern und Kretern meist aus Athen stammen und vor allem im Fall Spartas den Versuch unternehmen, das spartanische Gemeinwesen in einem eher negativen Licht erscheinen zu lassen.
Es gibt zudem schwarzfigurige Vasen, auf denen ein älterer Mann dargestellt wird, der von einem jüngeren penetriert wird. Hier findet man das Gegenteil dessen, was in den schriftlichen Quellen propagiert wird. Diese Bilder belegen andere Vorstellungen als die im klassischen Athen geläufigen.
In Theben wurde um 378 v. Chr. die Heilige Schar formiert. Es handelte sich um eine militärische Elitetruppe, die ausschließlich aus männlichen Liebespaaren bestand. Die Armee bestand bis 338 v. Chr. In diesem Jahr wurde sie in der Schlacht von Chaironeia durch die Truppen Philipps II. von Makedonien und seines Sohnes Alexander bis auf 46 Mann vernichtet. Auch diese Paare bestanden jeweils aus einem jüngeren und älteren Partner.
In Kreta, wo der erastes den Quellen zufolge auch als philetor bezeichnet wurde, existierte im Rahmen der paiderastischen Gepflogenheiten eine Form von Knabenbrautraub. Die Angehörigen des oikos des Jünglings wurden hierbei durch den philetor wenigstens drei Tage im Voraus darüber in Kenntnis gesetzt, dass dieser den Knaben zu entführen beabsichtigte. Wenn der Mann in den Augen der Angehörigen des jungen eromenos über ausreichende Tugenden im Sinne der aretä verfügte, so verfolgten jene den philetor bei der verabredeten Entführung nur zum Schein; erschien er ihnen hingegen tatsächlich ungeeignet, so entrissen sie ihm den Jungen wieder und unterbanden die angebahnte paiderastische Beziehung. Der philetor und der in Kreta auch parastathes genannte junge Geliebte verbrachten danach zwei Monate zusammen auf dem Lande. Nach dem Ende dieser Initiationszeit beschenkte der Liebhaber den jugendlichen parastathes mit einem Rind und einer Kriegsausrüstung; das Rind wurde dem Gott Zeus geweiht und im Kreise des oikos des Knaben verspeist. Den Athenern der klassischen Zeit erschien diese kretische Variante der Paiderastia als besonders archaisch.

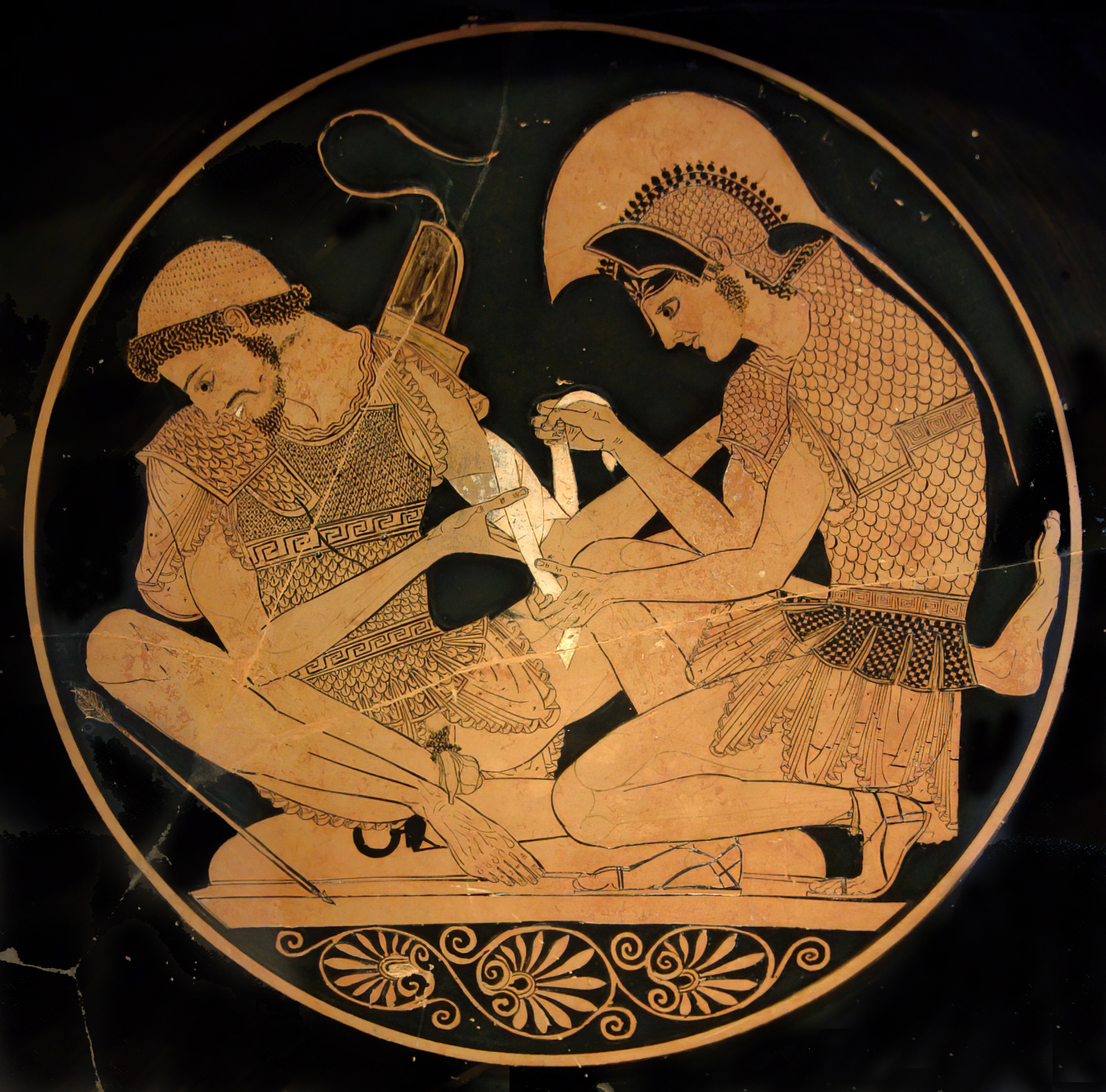
Achilles und Patroclus

In der Ilias spielen Achilles und Patroklos eine besondere Rolle. Obwohl in dem Werk nicht explizit ausgesprochen wird, dass die Beziehung beider sexueller Natur war, bestand zwischen beiden doch eine tiefe emotionale Beziehung. Platon war der erste, der sie als Liebespaar ansprach. In der homerischen Dichtung werden sie als gleichberechtigt dargestellt. In klassischer Zeit scheint dies jedoch Unbehagen hervorgerufen zu haben, und es gab diverse Versuche, in dem einen oder anderen den jüngeren oder den älteren zu sehen, wobei die Zuordnungen variieren. Andere Traditionen sahen sie jedoch einfach als gute Freunde.
Viele gleichgeschlechtliche Paare sind aus der Zeit des antiken Griechenlands überliefert. Unter ihnen befinden sich Euripides und Agathon sowie Alexander der Große und Hephaistion, was jedoch in der historischen Forschung vereinzelt bestritten wurde; ebenso haben Nicht-Historiker eine mutmaßliche gleichgeschlechtliche Beziehung zwischen Alexander und Hephaistion hin und wieder in Abrede gestellt.

### Das Königreich Makedonien
Obwohl in der aktuellen Forschung noch immer keine Einigkeit darüber besteht, ob die makedonische Sprache einen nordwestgriechischen Dialekt darstellt oder lediglich ein mit dem Nordwestgriechischen eng verwandtes Idiom ist, gehört die Geschlechtergeschichte des antiken Makedonien aus zwei gewichtigen Gründen dennoch zum Bereich der allgemeinen Gender History des antiken Griechenlands: einerseits wegen der spätestens seit dem 5. Jahrhundert v. Chr. einsetzenden, starken kulturellen und sprachlichen Einflüsse der hellenischen Welt auf Makedonien, andererseits wegen der engen und unübersehbaren Verzahnung des Schicksals Makedoniens mit der griechischen Geschichte seit Philipp II. und Alexander dem Großen.
Ähnlich wie in der griechischen Poliswelt südlich des Olymps war die gleichgeschlechtliche Liebe zwischen männlichen Personen im antiken Makedonien verbreitet und wurde weitgehend gesellschaftlich akzeptiert. In Analogie zu den Gepflogenheiten des griechischen Kernlandes gingen in Makedonien „junge Männer […] emotionale Bindungen zu Knaben ein, die nicht danach beurteilt wurden, ob sie eine sexuelle Komponente hatten, oder nicht.“ Die in Hellas weit verbreitete Erscheinungsform der paiderastia, verstanden als erotisch konnotierte Beziehung zwischen einem erwachsenen, freien Mann und einem halbwüchsigen, ebenfalls persönlich freien Epheben im Reifealter, war also auch in Makedonien während des 6. bis 3. Jahrhunderts v. Chr. geläufig, wobei im Unterschied zur athenischen Situation bzw. den Verhältnissen in den unter attischem Einfluss stehenden griechischen Städten in Makedonien parallel dazu auch Liebesbeziehungen zwischen erwachsenen freien Männern geschätzt und akzeptiert wurden. Wie im griechischen Mutterland auch, waren diese homoerotischen Beziehungen vor allem ein Oberschichtsphänomen: „Zahlreichen Mitgliedern der Führungsschicht wurden Männerliebschaften nachgesagt, so auch Philipp II. und Alexander.“
Teile des makedonischen Adels gruppierten sich in Form „männerbündisch“ organisierter Gefolgschaften um den makedonischen König bzw. um makedonische Stammesfürsten – dies war ein wesentliches Strukturelement der makedonischen Heeresverfassung seit dem 5. Jahrhundert v. Chr. In diesen „Männerbünden“, die in den antiken Quellen als hetairoi bezeichnet werden, spielten gleichgeschlechtliche Sexualbeziehungen eine amalgamierende, die Gefolgschaftsverbände integrativ zusammenhaltende Rolle: „Der makedonische Adel mag sich weniger dezent [als die Bürger der griechischen Poleis südlich des Olymps] verhalten haben. Der griechische Klatsch schrieb ihnen die üblichen Lustknaben zu, und dem König Archelaos wurde nachgesagt, er habe den Dichter Euripidis geküßt. Als der Pamphletist Theopompos von einem Besuch an Philipps Hof zurückkehrte, erging er sich bissig über die Homosexualität der makedonischen Adeligen, die er als hetairai, nicht hetairoi, abkanzelte: Dirnen, nicht Kampfgefährten. Man mißtraute ihm zwar wegen seiner wilden Beschimpfungen, doch es ist wahrscheinlicher, dass er in seinen Behauptungen zwar zu weit ging, sie aber nicht völlig frei erfand. Wenn das stimmt, so mag Alexander an einem Hof aufgewachsen sein, an dem die Konventionen des Alters weniger galten und die Homosexualität mit verstärkter Entschlossenheit praktiziert wurde.“ Pedro Barceló kennzeichnet die Kreise des makedonischen Adels und insbesondere den Hof Philipps II. zu Pella als eine „grobschlächtige, von Wettbewerb und Ruhmsucht geprägte Umgebung […], in der ästhetische und sinnliche Genüsse, worunter auch die gleichgeschlechtliche Liebe fiel, sich mit Bluttaten abwechselten.“
Gleichgeschlechtliche Prostitution und extreme Promiskuität wurden hingegen, ebenso wie gleichgeschlechtliche Vergewaltigung, sexualethisch abgelehnt und galten für die davon betroffenen Personen als ehrenrührig.
Die historische Forschung ist sich weitgehend darüber einig, dass König Philipp II. von Makedonien neben seinen zahlreichen sexuellen Beziehungen zu Frauen – er hatte u. a. mehrere Ehegattinnen – auch sexuelle Kontakte zu Männern, vor allem wohl Höflingen, unterhielt. Die später wirkenden griechischen und lateinischen Autoren Marcus Iunianus Iustinus, Curtius Rufus und Athenaios von Naukratis berichten in ihren Schriften zudem von erotisch konnotierten Liebesverhältnissen seines Sohnes Alexander mit dem makedonischen Adeligen Hephaistion sowie dem persischen Höfling Bagoas. Die Mehrheit der aktuellen Forscher hält die erwähnten Intimbeziehungen Alexanders zu diesen beiden historischen Personen, trotz einzelner Gegenstimmen, für wahrscheinlich. Mit Philipps Privatleben ähnelt sich Alexanders Privatleben insofern, als beide makedonischen Herrscher vermutlich nicht nur geschlechtliche Beziehungen mit Männern pflegten, sondern parallel dazu noch mehrere Ehefrauen sowie weibliche Geliebte hatten. Wie Hermann Bengtson betont, war Polygamie in der makedonischen Oberschicht weit verbreitet und galt wohl auch als sexualethisch legitim.
Mit grundlegenden Veränderungen der makedonischen Geschlechterverhältnisse, insbesondere mit der allmählichen Zurückdrängung der paiderastia klassisch-griechischen Zuschnitts und der akzeptierten Geschlechtsbeziehungen zwischen erwachsenen, freien bzw. adeligen Männern zugunsten einer Zunahme von ethisch tolerierten Sexualkontakten zwischen Herren (also Sklavenbesitzern) einerseits und männlichen Sklaven andererseits, hat man in hellenistischer Zeit, also seit dem frühen 3. Jahrhundert v. Chr., zu rechnen.

### Chronologische Entwicklung
Wie William A. Percy in seinem Werk Pederasty and Pedagogy in Archaic Greece herausarbeitet, etablierte sich die griechische paiderastia als erotisch konnotierte, gesellschaftliche Institution um circa 650 v. Chr., vielleicht ausgehend von Kreta, in den Städten des griechischen Kernlandes. In ihrer oben (siehe Auswertung: Athen) beschriebenen, in Anlehnung an Percy „traditionell“ bzw. „klassisch“ zu nennenden, sexuell konnotierten Form blühte die paiderastia in den griechischen Städten Athen und Sparta, Korinth und Theben bis in die erste Hälfte des fünften Jahrhunderts. Thomas K. Hubbard weist darauf hin, dass verschiedene Indizien in den Quellen der Mitte des 5. Jahrhunderts v. Chr. (Vasenmalereien, athenische Komödien, politische Reden) darauf schließen lassen, dass mit dem endgültigen Durchbruch der Demokratie in Athen in der Zeit nach 462 v. Chr. die „klassisch-traditionelle“ Erscheinungsform der paiderastia aus dem öffentlichen Leben weitgehend verdrängt worden sei, da die städtischen Mittel- und Unterschichten der Bevölkerung Athens die paiderastia mentalitätsgeschichtlich mit dem exklusiven Lebensstil der gerade erst entmachteten, den alten Areopag bis dato dominierenden, aristokratischen Oberschicht verbunden hätten. Da diese Oberschicht in der Wahrnehmung des Athener Demos für das politische Konzept der Oligarchie stand, sei die traditionelle paiderastia als vermeintliches „Symbol“ dieser aristokratischen Oligarchie von den breiteren Bevölkerungsschichten ebenfalls abgelehnt worden. In diesem Zusammenhang spricht Hubbard von Marginalization of Pederasty während der zweiten Hälfte des fünften und des frühen vierten Jahrhundert v. Chr. in Athen.
Percy verweist jedoch darauf, dass die paiderastischen Gepflogenheiten, insbesondere im Rahmen des Symposions und der privat-intimen Lyrik, zwar nach 462 v. Chr. in Athen tatsächlich eher in den diskreten Rahmen des Privatlebens der Oberschicht verlagert worden und aus dem öffentlichen Raum verschwunden seien, dass aber von einer justiziablen Kriminalisierung oder von einem völligen Abbruch der paiderastischen Gepflogenheiten auch in der demokratischen Epoche Athens keine Rede sein könne. Seit etwa 380 v. Chr. erfolgte dann nach Hubbard – beginnend mit der ideengeschichtlichen „Initialzündung“ von Platons Symposion – eine „Rehabilitation“ der paiderastia im öffentlichen Raum der athenischen Polis. Platon habe jedoch mit dieser Programmatik in seinem Frühwerk nicht einfach die „traditionell-klassische“ paiderastia sexueller Provenienz wiederbelebt, sondern das päderastische Verhältnis zwischen erastes und eromenos in das Konzept der „platonischen Liebe“ überführt, gedacht als ein emotional-geistiges, pädagogisch-kulturell geprägtes Liebesverhältnis zwischen Liebhaber und Geliebtem unter Verzicht auf das Ausleben genitaler Sexualität. In Athen und der unter attischem Einfluss stehenden Kulturzone des griechischen Kernlandes wurde diese „platonisch-keusche“ paiderastia zum „gleichgeschlechtlichen“ Ideal des vierten und frühen dritten Jahrhunderts v. Chr. Zugleich weist Hubbard darauf hin, dass Platon in seinem Spätwerk der Nomoi die mit Sexualverkehr einhergehende „traditionell-klassische“ paiderastia alter Prägung aus der Konzeption seines „idealen Gemeinwesens“ – als solche eine politische Utopie, die in der Poliswelt des vierten Jahrhunderts v. Chr. keine konkreten rechtlichen oder politischen Folgen hatte – verbannt sehen wollte.
Nach dem Tode Alexander des Großen veränderten sich die geschlechterhistorischen Verhältnisse mit Blick auf gleichgeschlechtliche Intimbeziehungen innerhalb der griechischsprachigen bzw. hellenisch beeinflussten Welt nochmals grundlegend: Insgesamt ist eine allmähliche Zurückdrängung sowohl der paiderastia klassisch-traditioneller Ausprägung in Theben, Kreta und Korinth wie auch der tolerierten Geschlechtsbeziehungen zwischen erwachsenen Männern in Makedonien und teilweise dem dorischen Bereich, letztlich aber auch des Ideals der „platonisch-keuschen“ paiderastia zwischen Freien im Sinne des „Symposions“ Platons zu erkennen. An die Stelle dieser aus den archaischen und klassischen Phasen der griechischen Geschichte stammenden Erscheinungsformen homoerotischer und homosozialer Beziehungen zwischen männlichen Personen traten seit dem Beginn des 3. Jahrhunderts v. Chr. zunehmend sexualethisch tolerierte Geschlechtsbeziehungen zwischen freien, hellenistischen Herren (Sklavenhaltern, Kunden von versklavten Prostituierten) einerseits und männlichen Sklaven bzw. versklavten Lustknaben andererseits. Diese sich schrittweise vollziehende, geschlechterhistorische Umwälzung betraf sowohl die Kulturgebiete der hellenistischen Diadochenreiche (hellenistisches Makedonien, Pergamon, Seleukidenreich, Ptolemäerreich) als auch das griechische Kernland. Es waren letztlich diese hellenistischen Formen der gleichgeschlechtlichen Sexualbeziehungen zwischen Herren und Sklaven, auf welche die Römer trafen, als sie seit dem Ende des 3. Jahrhunderts v. Chr. zunehmend in die politischen Händel der hellenistisch-griechischen Welt verwickelt wurden.

## Weibliche Homosexualität
Es gibt nur wenige Quellen zur weiblichen Homosexualität. Für Sparta sind immerhin erotische Beziehungen älterer zu jüngeren Frauen belegt, die im Rahmen des Erziehungssystems eine der Agoge der männlichen Jugendlichen vergleichbare Rolle mit Blick auf weibliche Heranwachsende gespielt haben könnten, während das Thema in Athen anscheinend eher ignoriert wurde bzw. möglicherweise sogar tabuisiert war.
Allerdings gibt es in der Dichtung von Sappho, der Lyrikerin von der Insel Lesbos, zahlreiche Belege für gleichgeschlechtliche Liebe unter Frauen, wobei es auch hier um die Liebe einer etwas älteren Frau zu jüngeren ging. Diese Beziehungen wurden offensichtlich akzeptiert. Sie wurde anscheinend erst in klassischer Zeit unter athenischem Einfluss in einem eher negativen Licht dargestellt.